# Carl Stamitz

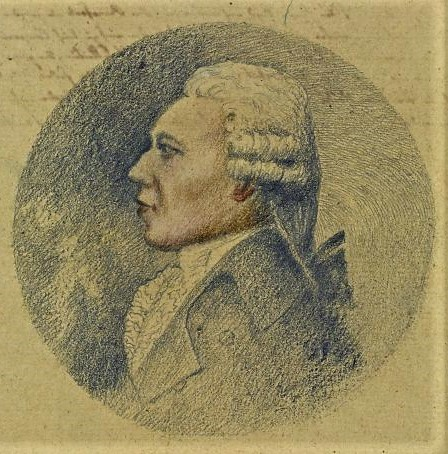
Carl Stamitz

Carl Philipp Stamitz (* 7. Mai 1745 in Mannheim; † 9. November 1801 in Jena) war ein deutscher Violinist und Komponist. Er wird zur zweiten Generation der Mannheimer Schule gezählt.

## Biografie
Carl Philipp Stamitz war der älteste Sohn des Komponisten Johann Wenzel Stamitz, der ein Virtuose auf Violine, Bratsche und Viola d’amore war. Dieser erteilte seinem Sohn ersten Unterricht in Geige und Cello. Nach dem frühen Tod des Vaters 1757 übernahmen Christian Cannabich, Ignaz Holzbauer und Franz Xaver Richter die musikalische Ausbildung Carl Philipps. Von 1762 bis 1770 war er 2. Violinist in der berühmten Mannheimer Hofkapelle. In dieser Position lernte er das gesamte Mannheimer Repertoire kennen. 1770 zog Stamitz nach Paris, wurde Hofkomponist des Herzogs Louis de Noailles und lernte so den Komponisten François-Joseph Gossec kennen. Ab 1772 wohnte Stamitz in Versailles und komponierte seine erste Programmsinfonie La promenade royale. In gewissem Maße besaß er Mozarts Gabe, in Arbeiten für Solo-Instrument dessen beste Eigenschaften zum Vorschein kommen zu lassen. 1779 zog er nach Den Haag, wo er am Hofe von Wilhelm V. von Oranien 28 Konzerte gab. Bei einem davon saß der 12-jährige Ludwig van Beethoven am Fortepiano.
In den folgenden Jahren unternahm Stamitz zahlreiche Reisen, die ihn nach Straßburg, London, Sankt Petersburg, Augsburg, Nürnberg, Kassel, Lübeck, Magdeburg und Jena führten. 1786 leitete er gemeinsam mit Johann Adam Hiller eine Aufführung von Händels Messias im Berliner Dom. Im Frühjahr 1787 hielt sich Stamitz in Dresden auf. Das Magazin der sächsischen Geschichte 1787 schrieb hierüber:

„Bey dieser Gelegenheit merk ich mit an, daß der berühmte Braccist Stamitz schon seit einem Monate in Dresden sich aufhält, öffentlich zwar nicht hören läßt, aber doch bey Herz. Karl K. H. Marcolini gespielt und am 13ten April bey Graf v. Knuht für die Noblesse ein Concert gegeben und dann seine Station in Kön. Preuß. Diensten antreten wird. Für seine Person spielt er zwar nur Bratsche und Viola d’Amour, setzt aber, wie bekannt, fast für alle Instrumente mit außerordentlicher Schönheit.“

1791 heiratete Stamitz Maria Josepha Pilz, mit der er später vier Kinder hatte, alle starben jedoch bereits im Kindesalter.
Ab 1794 leitete Stamitz die akademischen Konzerte in Jena. Im Januar 1801 starb seine Frau Maria Josepha, und Stamitz folgte ihr, kurz vor einer geplanten Reise nach Sankt Petersburg, am 9. November desselben Jahres. Nach dem Tode wurde nahezu sein gesamter Besitz versteigert, um Stamitz’ Schulden zu begleichen. Viele seiner Werke sind seitdem verschollen.

## Werke (Auszug)

### Opern
- 2 Opern (verschollen)

### Solo-Konzerte
- 11 Klarinettenkonzerte
- 1 Oboenkonzert
- 15 Violinkonzerte
- Violakonzert D-Dur op.1
- 7 Flötenkonzerte
- 4 Cellokonzerte
- Klavierkonzert F-Dur
- 7 Fagottkonzerte
- 1 Bassetthornkonzert
- 3 Hornkonzerte (verschollen)

### Orchesterwerke
- 80 Sinfonien, zum Teil mit konzertierenden Sologruppen

### Kammermusik
- Triosonaten
- 6 Quartette op.14
- 12 Streichtrios op.16
- 6 Duos für Violine und Cello op.19
- 19 Duos für Violine und Viola
- Violinduette